# Sebastián Ariel Romero
Sebastián Romero (Berisso, Buenos Aires, Argentina, 27 de abril de 1978) es un exfutbolista y entrenador argentino. Jugaba de mediocampista ofensivo y su último club fue Quilmes Atlético Club. Actualmente se encuentra sin club.

## Trayectoria
Sus inicios futbolísticos fueron en el potrero. Ya de muy niño destacado en los picaditos que se jugaba con sus amigos del barrio en "Los Pocitos", famoso potrero ubicado en la calle Progreso (17) de su ciudad natal, Berisso y en donde ya se apreciaba su calidad futbolística. 
Debutó en la Primera División Argentina el 10 de diciembre de 1996 en Gimnasia y Esgrima La Plata. Hizo todas las inferiores en este Club. En Gimnasia jugó 79 partidos y marcó 11 goles. Luego en 1999 fue transferido al Real Betis de España donde disputó 30 partidos hasta ser transferido en el 2001 al FC Toulouse, donde jugó 7 partidos y marcó 1 gol.
También jugó en el Córdoba CF durante el 2001 donde participó en 13 encuentros para luego ser transferido en el 2002 a Racing Club de Avellaneda club donde jugó 116 partidos y marcó 14 goles, lo cual le permitió volver al fútbol europeo firmando en el 2006 con el Panathinaikos FC de Grecia, donde jugó 36 partidos marcando 4 goles durante 2 años.
Más tarde volvió al club de sus amores: Gimnasia La Plata en el 2008 hasta el 2010 participando en 65 partidos y anotando 10 goles para luego firmar con el Club Atlético Banfield donde anotó su primer gol ante Tigre, el cual le permitió lograr empatar el partido. Luego, recaló en Quilmes, donde logró un ascenso y tres permanencias en Primera.
En 2018 se retiró de la práctica del fútbol y pasó a la dirección técnica. Tras dos años en las inferiores de Gimnasia y Esgrima La Plata, el 2 de enero de 2023 se hizo cargo del primer plantel del club tras la salida de Gorosito. En septiembre del mismo año, presentó su renuncia luego de una serie de malos resultados.

## Selección
Formó parte del Seleccionado Argentino Sub-20 que logró el Campeonato Mundial Juvenil en Malasia de 1997.

## Clubes y estadísticas

### Como jugador
Datos actualizados al fin de la carrera deportiva.
| Gimnasia y Esgrima La Plata Argentina |               |               |     |    |    |    |    |     |     |    |
| 1.ª |               |               |     |    |    |    |    |     |     |    |
| A-1996 | 2             | 0             | -   | -  | -  | -  | 2  | 0   |     |    |
| C-1997 | 15            | 5             | -   | -  | -  | -  | 15 | 5   |     |    |
| A-1997 | 15            | 0             | -   | -  | -  | -  | 15 | 0   |     |    |
| C-1998 | 12            | 1             | -   | -  | -  | -  | 12 | 1   |     |    |
| A-1998 | 15            | 2             | -   | -  | -  | -  | 15 | 2   |     |    |
| C-1999 | 19            | 3             | -   | -  | -  | -  | 17 | 3   |     |    |
| A-1999 | 1             | 0             | -   | -  | -  | -  | 1  | 0   |     |    |
| A-2008 | 18            | 1             | -   | -  | -  | -  | 1  | 0   |     |    |
| C-2009 | 20            | 6             | -   | -  | -  | -  | 20 | 6   |     |    |
| A-2009 | 14            | 2             | -   | -  | -  | -  | 1  | 0   |     |    |
| C-2010 | 15            | 1             | -   | -  | -  | -  | 15 | 1   |     |    |
| 2016-17 | 16            | 0             | 4   | 0  | -  | -  | 20 | 0   |     |    |
| Total club | Total club    | 162           | 21  | 4  | 0  | 0  | 0  | 166 | 21  |    |
| Real Betis · España |               |               |     |    |    |    |    |     |     |    |
| 1.ª | 1999-00       | 23            | 3   | 3  | 0  | -  | -  | 26  | 0   |    |
| 2.ª | 2000          | 7             | 0   | -  | -  | -  | -  | 7   | 0   |    |
| Total club | Total club    | 30            | 3   | 3  | 0  | 0  | 0  | 33  | 3   |    |
| Toulouse Francia |               |               |     |    |    |    |    |     |     |    |
| 1.ª | 2001          | 7             | 1   | 1  | 0  | -  | -  | 8   | 1   |    |
| Total club | Total club    | 7             | 1   | 1  | 0  | 0  | 0  | 8   | 1   |    |
| Córdoba · España |               |               |     |    |    |    |    |     |     |    |
| 2.ª | 2001-02       | 14            | 4   | 4  | 0  | -  | -  | 18  | 4   |    |
| Total club | Total club    | 14            | 4   | 4  | 0  | 0  | 0  | 18  | 4   |    |
| Racing Club Argentina |               |               |     |    |    |    |    |     |     |    |
| 1.ª | A-2002        | 14            | 1   | -  | -  | 4  | 0  | 18  | 1   |    |
| 1.ª | C-2003        | 12            | 1   | -  | -  | 3  | 0  | 15  | 1   |    |
| 1.ª | A-2003        | 14            | 1   | -  | -  | -  | -  | 14  | 1   |    |
| 1.ª | C-2004        | 13            | 2   | -  | -  | -  | -  | 13  | 2   |    |
| 1.ª | A-2004        | 11            | 2   | -  | -  | -  | -  | 11  | 2   |    |
| 1.ª | C-2005        | 17            | 2   | -  | -  | -  | -  | 17  | 2   |    |
| 1.ª | A-2005        | 19            | 2   | -  | -  | -  | -  | 11  | 2   |    |
| 1.ª | C-2006        | 17            | 1   | -  | -  | -  | -  | 17  | 1   |    |
| Total club | Total club    | 117           | 12  | 0  | 0  | 7  | 0  | 124 | 12  |    |
| Panathinaikos · Grecia |               |               |     |    |    |    |    |     |     |    |
| 1.ª |               |               |     |    |    |    |    |     |     |    |
| 2006-07 | 23            | 2             | 1   | 0  | 7  | 1  | 31 | 3   |     |    |
| 2007-08 | 16            | 2             | -   | -  | 4  | 0  | 22 | 2   |     |    |
| Total club | Total club    | 39            | 4   | 1  | 0  | 11 | 1  | 53  | 5   |    |
| Banfield Argentina |               |               |     |    |    |    |    |     |     |    |
| 1.ª |               |               |     |    |    |    |    |     |     |    |
| A-2010 | 17            | 2             | -   | -  | 4  | 0  | 21 | 2   |     |    |
| C-2011 | 8             | 0             | -   | -  | -  | -  | 8  | 0   |     |    |
| Total club | Total club    | 25            | 2   | 0  | 0  | 4  | 0  | 29  | 2   |    |
| Quilmes Argentina |               |               |     |    |    |    |    |     |     |    |
| 2.ª | 2011-12       | 29            | 2   | 2  | 0  | -  | -  | 31  | 2   |    |
| 1.ª |               |               |     |    |    |    |    |     |     |    |
| I-2012 | 17            | 0             | -   | -  | -  | -  | 17 | 0   |     |    |
| F-2013 | 17            | 3             | 1   | 0  | -  | -  | 18 | 3   |     |    |
| I-2013 | 12            | 0             | 1   | 0  | -  | -  | 13 | 0   |     |    |
| F-2014 | 9             | 1             | -   | -  | -  | -  | 9  | 1   |     |    |
| 2014 | 13            | 0             | -   | -  | -  | -  | 13 | 0   |     |    |
| 2015 | 28            | 3             | 2   | 0  | -  | -  | 30 | 3   |     |    |
| 2016 | 10            | 2             | -   | -  | -  | -  | 10 | 2   |     |    |
| 2.ª | 2017-18       | 12            | 0   | -  | -  | -  | -  | 12  | 0   |    |
| Total club | Total club    | 147           | 11  | 6  | 0  | 0  | 0  | 153 | 11  |    |
| Total carrera | Total carrera | Total carrera | 541 | 58 | 27 | 0  | 22 | 1   | 590 | 59 |
| (1) Incluye datos de la Copa del Rey (1999-00, 2001-02); Copa de Francia (2000-01); Copa de Grecia (2006-07); Copa Argentina (2011-12, 2012-13, 2014-15, 2015-16, 2017). (1) Incluye datos de la Copa Sudamericana (2002, 2010); Copa Libertadores (2003); Copa UEFA (2006-07, 2007-08). (2) No incluye goles en partidos amistosos. |               |               |     |    |    |    |    |     |     |    |

### Como entrenador
| Equipo                                | Div.  | Temporada | Liga  | Liga | Liga | Liga | Liga |       | Copa | Copa | Copa | Copa  |   | Internacional | Internacional | Internacional | Internacional | Internacional |   | Otros | Otros | Otros | Otros |    | Totales | Totales     | Totales | Totales | Totales | Totales | Totales | Totales | Totales |
| Equipo                                | Div.  | Temporada | Part. | G    | E    | P    | Pos. | Part. | G    | E    | P    | Part. | G | E             | P             | Pos.          | Part.         | G             | E | P     | Part. | G     | E     | P  | Puntos  | Rendimiento | GF      | GC      | Dif.    |         |         |         |         |
| ------------------------------------- | ----- | --------- | ----- | ---- | ---- | ---- | ---- | ----- | ---- | ---- | ---- | ----- | - | ------------- | ------------- | ------------- | ------------- | ------------- | - | ----- | ----- | ----- | ----- | -- | ------- | ----------- | ------- | ------- | ------- | ------- | ------- | ------- | ------- |
| Gimnasia y Esgrima La Plata Argentina | 1.ª   | 2023      | 27    | 7    | 9    | 11   | 22.º | 4     | 0    | 1    | 3    | 6     | 1 | 1             | 4             | FG            | -             | -             | - | -     | 37    | 8     | 11    | 18 | 35/111  | 31.53%      | 28      | 52      | -24     |         |         |         |         |
| Gimnasia y Esgrima La Plata Argentina | Total | Total     | 27    | 7    | 9    | 11   | -    | 4     | 0    | 1    | 3    | 6     | 1 | 1             | 4             | -             | -             | -             | - | -     | 37    | 8     | 11    | 18 | 35/111  | 31.53%      | 28      | 52      | -24     |         |         |         |         |
| 1. 2.                                 |       |           |       |      |      |      |      |       |      |      |      |       |   |               |               |               |               |               |   |       |       |       |       |    |         |             |         |         |         |         |         |         |         |

#### Resumen por competencias
| Torneo                        | PD | G | E  | P  | GF | GC | Dif. | Rendimiento | Mejor Resultado |
| ----------------------------- | -- | - | -- | -- | -- | -- | ---- | ----------- | --------------- |
| Primera División de Argentina | 27 | 7 | 9  | 11 | 24 | 38 | -14  | 37.04%      | 22.º Lugar      |
| Copa Argentina                | 1  | 0 | 1  | 0  | 1  | 1  | +0   | 33.33%      | 32avos de final |
| Copa de la Liga Profesional   | 3  | 0 | 0  | 3  | 1  | 7  | -6   | 0%          | 14.º Lugar      |
| Copa Sudamericana             | 6  | 1 | 1  | 4  | 2  | 6  | -4   | 22.23%      | Fase de grupos  |
| Total                         | 37 | 8 | 11 | 18 | 28 | 52 | -24  | 31.53%      | Sin títulos     |

## Palmarés

### Campeonatos internacionales
| Título               | Selección        | Sede      | Año  |
| -------------------- | ---------------- | --------- | ---- |
| Copa Mundial Juvenil | Argentina sub-20 | Shah Alam | 1997 |